# Shinkai
För andra betydelser, se Shinkai (olika betydelser).
Shinkai är ett släkte av ringmaskar. Shinkai ingår i familjen Nautiliniellidae.
Kladogram enligt Catalogue of Life:
| Shinkai | \| \| Shinkai longipedata \| \| \| \| \| \| Shinkai sagamiensis \| \| \| \| \| \| Shinkai semilonga \| \| \| \| |
|         | \| \| Shinkai longipedata \| \| \| \| \| \| Shinkai sagamiensis \| \| \| \| \| \| Shinkai semilonga \| \| \| \| |
|         | Flascarpia |
|         | |
|         | Iheyomytilidicola                                                                                               |
|         | |
|         | Laubierus |
|         | |
|         | Miura |
|         | |
|         | Mytilidiphila                                                                                                   |
|         | |
|         | Natsushima |
|         | |
|         | Nautiliniella                                                                                                   |
|         | |
|         | Petrecca |
|         | |
|         | Santelma |
|         | |
|         | Thyasiridicola                                                                                                  |
|         | |
|         | Vesicomyicola                                                                                                   |
|         | |
|         | Shinkai longipedata                                                                                             |
|         | |
|         | Shinkai sagamiensis                                                                                             |
|         | |
|         | Shinkai semilonga                                                                                               |
|         | |

|  | Shinkai longipedata |
|  |                     |
|  | Shinkai sagamiensis |
|  |                     |
|  | Shinkai semilonga   |
|  |                     |